# Bahnstrecke Zinnowitz–Peenemünde
| |                      |                                   |                                   |
| Gleisplan der Werkbahn nach Bernd Kuhlmann |                      |                                   |                                   |
| Streckennummer: | 6774                 |                                   |                                   |
| Kursbuchstrecke (DB): | 194                  |                                   |                                   |
| Streckenlänge: | 13,3 km              |                                   |                                   |
| Spurweite: | 1435 mm (Normalspur) |                                   |                                   |
| Streckenklasse: | B1                   |                                   |                                   |
| Maximale Neigung: | 5 ‰                  |                                   |                                   |
| Streckengeschwindigkeit: | 80 km/h              |                                   |                                   |
| |                      |                                   |                                   |
| \| \| \| von Heringsdorf \| \| \| \| 0,0 \| Zinnowitz \| Zinnowitz \| \| \| \| ⊙ nach Wolgast \| \| \| \| 3,0 \| Trassenmoor ⊙ \| Trassenmoor ⊙ \| \| \| 4,6 \| Trassenmoor Lager \| Trassenmoor Lager \| \| \| 6,6 \| Karlshagen ⊙ \| Karlshagen ⊙ \| \| \| 7,3 \| Karlshagen Siedlung \| Karlshagen Siedlung \| \| \| 8,4 \| Karlshagen Kontrollpunkt \| Karlshagen Kontrollpunkt \| \| \| 10,3 \| Peenemünde Nord \| Peenemünde Nord \| \| \| 12,8 \| Peenemünde ⊙ (ehem. Bf) \| Peenemünde ⊙ (ehem. Bf) \| \| \| 13,3 \| Raketenversuchsanstalt Peenemünde \| Raketenversuchsanstalt Peenemünde \| |                      |                                   |                                   |
| Strecke |                      | von Heringsdorf                   | von Heringsdorf                   |
| Bahnhof | 0,0                  | Zinnowitz                         | Zinnowitz                         |
| Abzweig geradeaus und nach links |                      | ⊙ nach Wolgast                    | ⊙ nach Wolgast                    |
| Haltepunkt / Haltestelle | 3,0                  | Trassenmoor ⊙                     | Trassenmoor ⊙                     |
| ehemaliger Haltepunkt / Haltestelle | 4,6                  | Trassenmoor Lager                 | Trassenmoor Lager                 |
| Haltepunkt / Haltestelle | 6,6                  | Karlshagen ⊙                      | Karlshagen ⊙                      |
| ehemaliger Bahnhof | 7,3                  | Karlshagen Siedlung               | Karlshagen Siedlung               |
| ehemaliger Haltepunkt / Haltestelle | 8,4                  | Karlshagen Kontrollpunkt          | Karlshagen Kontrollpunkt          |
| ehemaliger Haltepunkt / Haltestelle | 10,3                 | Peenemünde Nord                   | Peenemünde Nord                   |
| Haltepunkt / Haltestelle Strecke ab hier außer Betrieb | 12,8                 | Peenemünde ⊙ (ehem. Bf)           | Peenemünde ⊙ (ehem. Bf)           |
| Betriebs-/Güterbahnhof Streckenende (Strecke außer Betrieb) | 13,3                 | Raketenversuchsanstalt Peenemünde | Raketenversuchsanstalt Peenemünde |

Die Bahnstrecke Zinnowitz–Peenemünde ist eine eingleisige, nicht elektrifizierte Nebenbahn im Nordwesten der Insel Usedom. Bekanntheit erlangte sie vor allem als Werkbahn Peenemünde, um die Heeresversuchsanstalt Peenemünde an das deutsche Eisenbahnnetz anzuschließen. Für die Infrastruktur ist heute die Usedomer Bäderbahn (UBB) zuständig, den Personenverkehr führt seit 2017 DB Regio Nordost durch.

## Geschichte

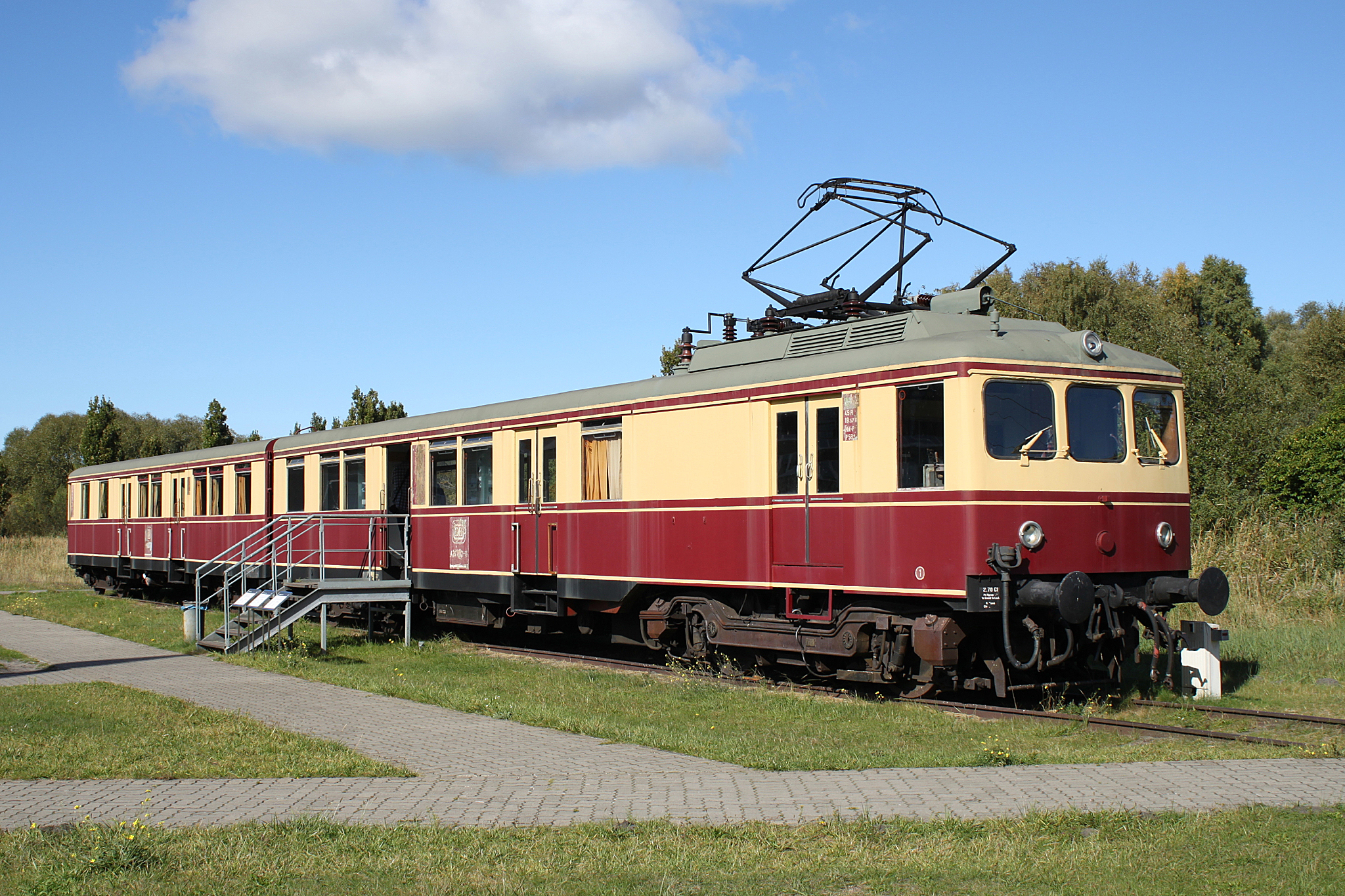
Elektrischer Triebwagen der ehemaligen Werkbahn in Peenemünde

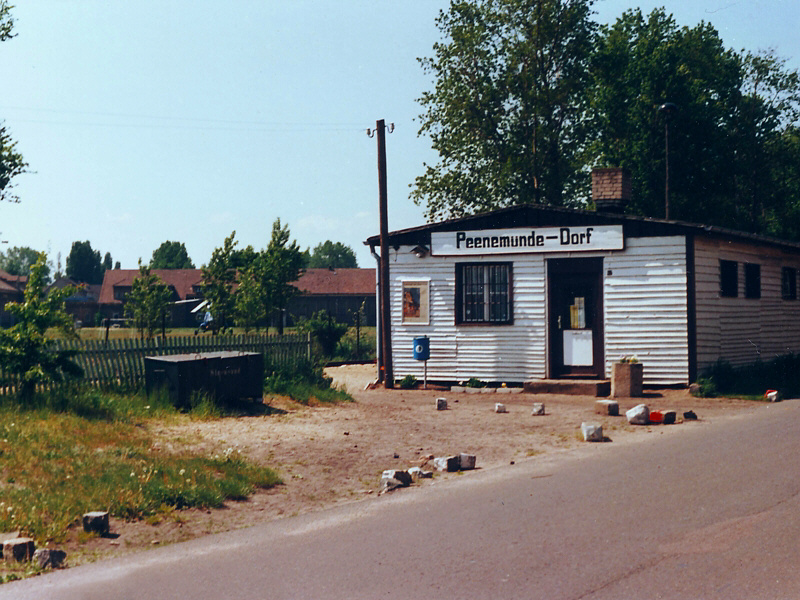
Endbahnhof Peenemünde Dorf (heute Peenemünde) um 1993

Die Strecke entstand Mitte der 1930er Jahre zusammen mit der Heeresversuchsanstalt, als die Wehrmacht einen geeigneten Standort für ihre Raketenteste suchte. Da der so genannte „Peenemünder Zipfel“ kaum besiedelt und zu drei Seiten von Wasser umgeben war, wurde das Gelände für geeignet befunden und der Bau veranlasst. Als Werksanschluss sollte die neu zu errichtende Strecke vor allem dem Transport von Gütern sowie von Militärangehörigen dienen. Nach rund einjähriger Bauzeit konnte diese am 28. Juli 1937 in Betrieb gehen, die Fahrt war für Zivilisten jedoch untersagt, weil sie in militärisches Sperrgelände führte.

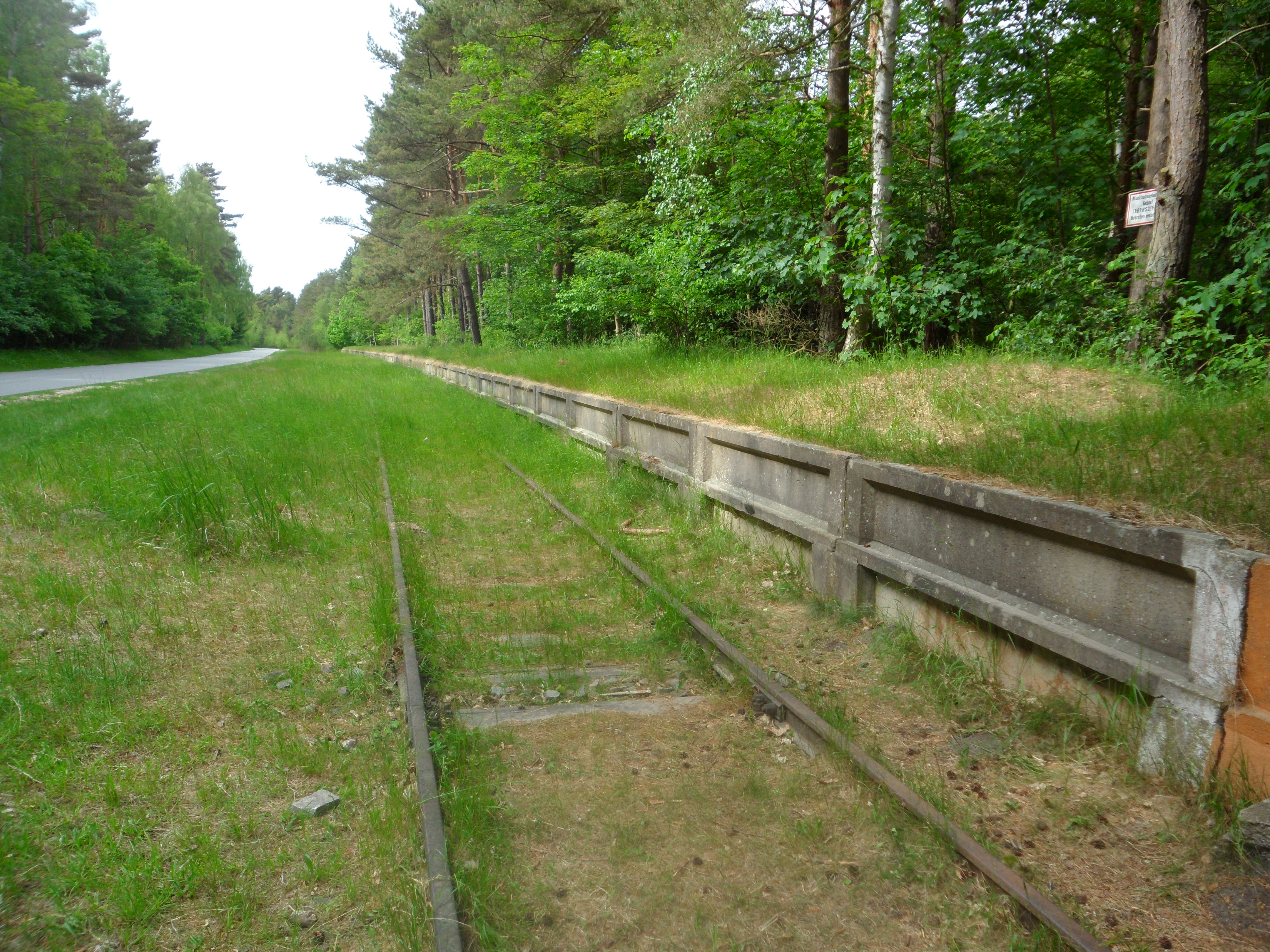
Bahnsteig am ehemaligen Haltepunkt Werk Ost der ehemaligen Heeresversuchsanstalt Peenemünde. Dieser 108 Meter lange Bahnsteig ist der einzige, der heute noch in der alten Form erhalten ist. Er wurde von Mitarbeitern des Entwicklungswerkes und für das KZ-Arbeitslager Karlshagen benutzt.

Die Strecke beginnt am Bahnhof Zinnowitz, wo sie von der Bahnstrecke Ducherow–Heringsdorf–Wolgaster Fähre abzweigt. Anschließend führt sie nach Norden parallel zur Usedomer Nordküste über Karlshagen bis zum Südrand der ehemaligen Heeresversuchsanstalt. Kurz vor dieser schwenkt die Strecke nach Südwesten und führt zum Endbahnhof Peenemünde am Peenestrom.
1941 wurde die Strecke mit 1200 Volt Gleichspannung und Oberleitung elektrifiziert. Der elektrische Betrieb beschränkte sich allerdings wie der Personenverkehr auf die Stammstrecke und wurde nicht in die Versuchsanstalt durchgebunden. Zum Einsatz kamen 15 sogenannte Peenemünder Schnellbahnzüge, die der Baureihe ET 167 der Berliner S-Bahn ähnelten. Dafür mussten die Stationen mit Hochbahnsteigen ausgerüstet werden.

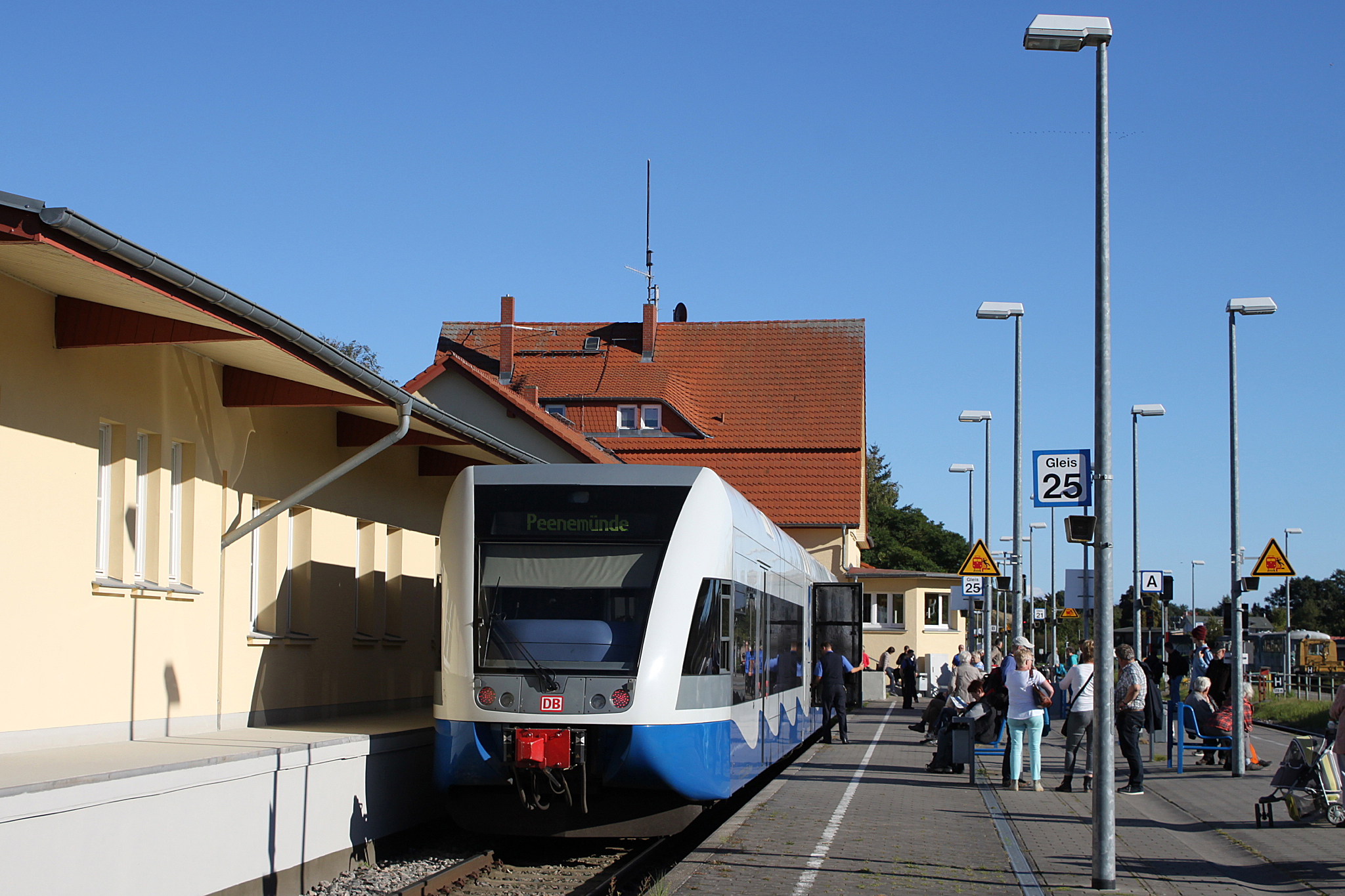
UBB-Triebwagen der Baureihe 646 nach Peenemünde im Bahnhof Zinnowitz

Nachdem noch vor Kriegsende die ersten Wagen nach Thüringen versetzt wurden sowie einige einem Bombenangriff zum Opfer fielen, verfügte die Sowjetische Militäradministration in Deutschland (SMAD) am 21. April 1946 die Einstellung des elektrischen Betriebes in der sowjetischen Besatzungszone (SBZ). Die Anlagen wurden daraufhin demontiert und, wie die verbliebenen Wagen, als Reparationsleistungen in die Sowjetunion gebracht. Der Verkehr erfolgte daraufhin mit Dampfzügen, die ab 1955 auch für den öffentlichen Verkehr freigegeben waren. Da diese einen niedrigeren Einstieg hatten als die elektrischen Wagen, wurden die Bahnsteige zurückgebaut. An einigen Stellen, wie etwa am Haltepunkt Karlshagen Siedlung, sind sie bis heute vorhanden. Zwischen Karlshagen Dorf und Peenemünde existierte allerdings ein militärisches Sperrgebiet, das nur von Fahrgästen mit Passierschein befahren werden konnte.
Wegen der Explosionsgefahr von Munitionsresten und der dort befindlichen Tanklager verkehrten hier nur Diesellokomotiven, mangels Heizeinrichtungen der Lokomotiven wurden im Personenverkehr Triebwagen-Beiwagen mit Ofenheizung eingesetzt.
Die kommenden Jahre zeichneten sich allerdings durch den zunehmenden Verfall der Strecke aus, so dass die Höchstgeschwindigkeit auf 50 km/h beschränkt werden musste. Daraufhin erfolgte bis 1980 eine erste Sanierung, die vor allem außerhalb der Saisonzeiten durchgeführt wurde.
Bahnhof und Ort Peenemünde lagen weiterhin im Sperrgebiet der Armee, so dass nur ausgewählte Reisende die Strecke bis dort benutzen konnten. Die Züge waren allerdings im regulären Kursbuch der Deutschen Reichsbahn aufgeführt.
Nach der Wende beantragte die Reichsbahndirektion Schwerin 1992 die Stilllegung des gesamten Inselnetzes beim Landtag. Als Folge dessen wurde am 1. August 1993 das Projekt Usedom gegründet, aus dem 1994 die heutige Usedomer Bäderbahn hervorging. Diese übernahm ab dem 1. Juni 1995 den Personenverkehr auf der Insel und begann mit der Sanierung der Strecke. Nach rund zwei Jahren wurde diese abgeschlossen, wodurch die Züge wieder mit 80 km/h fahren können.
In den ersten Betriebsjahren fuhr die UBB mit andernorts freigewordenen Triebwagen der Baureihe VT 2.09. Diese wurden ab 2000 durch die Baureihe 646 ersetzt. 
Seit 2004 ist ein elektrischer Triebwagen der Werkbahn im Historisch-Technischen Museum Peenemünde ausgestellt. Der Wagen war zuletzt bei der Deutschen Bundesbahn als 426 002 eingesetzt worden.